# المجاري الفراغية

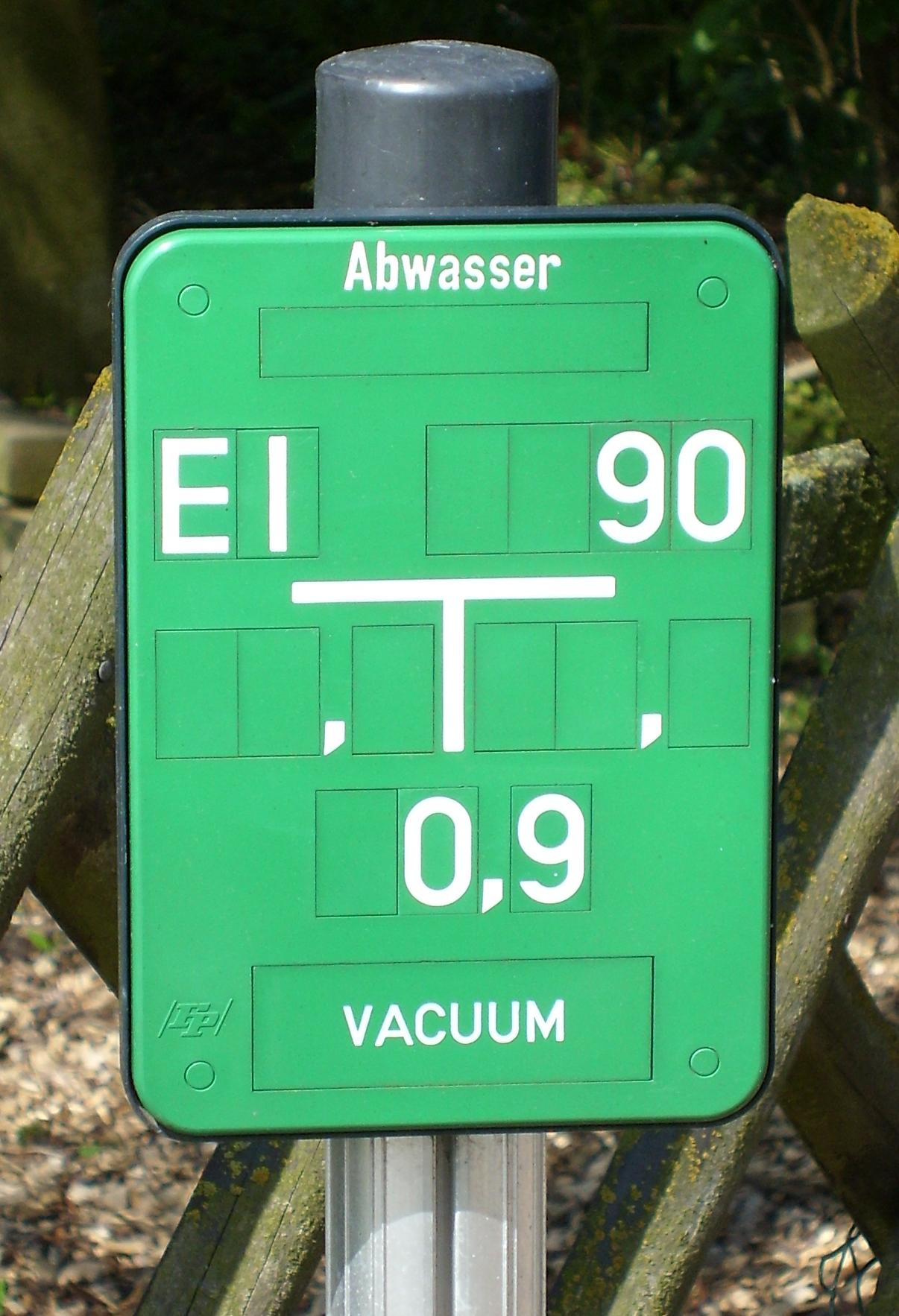
علامة معلومات مياه الصرف الصحي

المجاري الفراغية أو نظام الصرف الصحي الهوائي هو طريقة لنقل مياه الصرف الصحي من مصدرها إلى محطة معالجة مياه الصرف الصحي. يحافظ على فراغ جزئي، مع ضغط هواء أقل من الضغط الجوي داخل شبكة الأنابيب ووعاء تجميع محطة التفريغ. تفتح الصمامات ويعاد إحكام غلقها تلقائيًا عند استخدام النظام، لذلك يمكن الحفاظ على الضغط التفاضلي دون إنفاق الكثير من ضخ الطاقة. يمكن لمحطة تفريغ مركزية واحدة جمع مياه الصرف الصحي لعدة آلاف المنازل الفردية، اعتمادًا على التضاريس والوضع المحلي.                                                                
جرى تركيب المجاري المفرغة لأول مرة في أوروبا في عام (1882). طبق المهندس الهولندي تشارلز ليرنور لأول مرة تصريف الضغط السلبي على المجاري في النصف الثاني من القرن الثاني. بدأت التطبيقات الفنية لأنظمة الصرف الصحي الفراغية في عام (1959) في السويد.                                                                                    
تاريخيًا، كانت المجاري المفرغة منتجًا متخصصًا، يستخدم فقط في القطارات والطائرات والمناطق المسطحة ذات التربة الرملية وارتفاع منسوب المياه الجوفية. استُخدمت مجاري الجاذبية لمعظم التطبيقات، لأنه على الرغم من أن المجاري المفرغة كانت أرخص في التركيب، فقد كانت أكثر تكلفة في الصيانة. في القرن العشرين، تحسنت تكنولوجيا الصرف الصحي الفراغية بشكل كبير:  وخفضت أجهزة استشعار تحديد موقع الخطأ تكاليف التشغيل والصيانة، ويعد بعض المشغلين الآن أن المجاري الفراغية يمكن أن تكون أرخص في التشغيل من مجاري الجاذبية التقليدية.                

## العناصر الأساسية
المكونات الرئيسية لنظام الصرف الصحي الفراغي هي غرف التجميع وأجزاء صمام التفريغ والمجاري ومحطة التفريغ المركزية ومكونات المراقبة والتحكم. تحتوي بعض أنظمة التفريغ على مراحيض مفرغة متصلة مباشرة بخط تفريغ، الأمر الذي يتطلب كمية أقل من الماء للشطف (أقل من ربع لتر لكل تدفق). يستخدم آخرون تصريف الجاذبية القياسي للمرحلة الأولى من الجمع. تتدفق مياه الصرف الصحي عن طريق الجاذبية من كل منزل، كما هو الحال في النظام القياسي. يجري التصىريف في حوض تجميع قد يجمع مياه الصرف الصحي من (2-6) منازل ويقع في منطقة عامة.  
تعتمد تقنية الفراغ على ضغط الهواء التفاضلي. تولد مضخات التفريغ ذات الريشة الدوارة ضغط تشغيل من 0.4 إلى 0.6 بار في محطة التفريغ، وهو أيضًا العنصر الوحيد في نظام الصرف الصحي الفراغي الذي يجب تزويده بالكهرباء. تُثبت صمامات الواجهة داخل غرف التجميع إذ تعمل بالهواء المضغوط بعد الوصول إلى مستوى تعبئة معين داخل هذا الحوض، يفتح صمام الواجهة ويُنقل الدافع لفتح الصمام بواسطة وحدة تحكم ميكانيكية تعمل بالهواء المضغوط. ليست هناك حاجة إلى الكهرباء لفتح أو إغلاق الصمام إذ يجري توفير الطاقة من خلال الفراغ نفسه.            
عندما يكون الصمام مفتوحًا، يصبح الضغط التفاضلي الناتج بين الغلاف الجوي والفراغ قوة دافعة وينقل مياه الصرف الصحي والهواء نحو محطة التفريغ. إلى جانب غرف التجميع هذه، لا توجد غرف تفتيش أخرى ضرورية، لا للتغييرات في الاتجاه، ولا للتفتيش أو توصيل الخطوط الفرعية. تحافظ سرعات التدفق العالية على النظام خاليًا من أي انسداد أو ترسيب.                                                        
تستفيد الأنظمة الكبيرة التي تحتوي على العديد من غرف التجميع من توفير نظام مراقبة للمراقبة عن بعد للصمامات المفرغة وحفر الحوض. تسمح هذه الأنظمة باستكشاف الأخطاء وإصلاحها بشكل أسرع وبصيانة وقائية أسهل لغرف التجميع والصمامات. ومع ذلك، فإن أنظمة المراقبة هي أنظمة اختيارية وليست مطلوبة لتشغيل أنظمة الصرف الصحي الفراغية.                                                            
تعد أنظمة الصرف الصحي الفراغية خالية من الارتشاح والارتشاح العكسي مما يسمح باستخدامها حتى في مناطق حماية المياه. لهذا السبب، يمكن وضع خطوط الصرف الصحي المفرغة في نفس الخندق مثلًا لخطوط مياه الشرب (اعتمادًا على الإرشادات المحلية). من أجل ضمان النقل الموثوق، يوضع خط الصرف الصحي الفراغي في خط سن المنشار. تمتلئ المجاري المفرغة بأكملها بالهواء عند ضغط من 0.4 إلى 0.6 بار. الجانب الأكثر أهمية للعملية الموثوقة هو نسبة الهواء إلى السائل. عندما يُصمم النظام بشكل جيد، تحتوي المجاري على كميات صغيرة جدًا من مياه الصرف الصحي، عادة ما يجري الحفاظ على نسبة الهواء إلى السائل عن طريق جمع السائل/ الهواء في وقت واحد أو وحدات التحكم التي تعدل أوقات فتحها وفقاً للضغط في النظام.                               يمكن وضع المجاري في تضاريس مستوية، وقد تتدفق الأجزاء صعودًا (ضمن حدود). يحافظ خط سن المنشار على خطوط الصرف الصحي ضحلة في المناخات الخالية من الصقيع، يمكن أن يتراوح عمق الخندق بين 1.0 و1.2 متر. على النقيض من ذلك، تحتاج مجاري الجاذبية إلى منحدر هبوطي رتيب لا يقل عن 0.5 -1.0٪، مما قد يعني أن هناك حاجة إلى محطات حفر وضخ باهظة الثمن. بمجرد وصول مياه الصرف الصحي إلى خزان تجميع الفراغ في محطة التفريغ، تُضخ إلى نقطة التفريغ، والتي يمكن أن تكون إما مجاري الجاذبية أو محطة المعالجة نظرًا إلى أن وقت سكون مياه الصرف الصحي داخل النظام قصير جدًا وتُخلط مياه الصرف الصحي باستمرار بالهواء، يتم الحفاظ على مياه الصرف الصحي حديثة  ويجري تجنب أي تلوث داخل النظام (بأقل H2S).

## المزايا
1.  نظام مغلق، ميكانيكي/ هوائي يجري التحكم فيه مع محطة تفريغ مركزية، الطاقة الكهربائية مطلوبة فقط في هذه المحطة المركزية.
2. لا ترسيب بسبب التطهير الذاتي بسرعات عالية.
3. التخزين المؤقت وصيانة خطوط الصرف الصحي ليست ضرورية.
4. غرف التفتيش غير مطلوبة.
5. عادة ما تكون هناك حاجة إلى محطة ضخ تفريغ واحدة فقط بدلًا من محطات متعددة موجودة في شبكات الجاذبية. والضغط المنخفض هذا يخلص الأرض من الشوائب ويقلل من تكاليف الطاقة ويقلل من تكاليف التشغيل.                                                              
6. يمكن تخفيض تكاليف الاستثمار بنسبة تصل إلى 50٪ بسبب حفر الخنادق البسيطة على أعماق ضحلة، بالقرب من السطح.
7. تسمح الأنابيب المرنة بتجاوز العوائق.
8. تقليل وقت التثبيت.
9. تكلفة أقل للصيانة على المدى الطويل بسبب حفر الخنادق الضحلة وسهولة تحديد المشاكل.